# Magdalena (departamento)
Magdalena é um departamento da Colômbia.

## Municípios
1. Algarrobo
2. Aracataca
3. Ariguaní
4. Cerro San Antonio
5. Chibolo
6. Ciénaga
7. Concordia
8. El Banco
9. El Piñón
10. El Retén
11. Fundación
12. Guamal
13. Nueva Granada
14. Pedraza
15. Pinto
16. Pijiño
17. Pivijay
18. Plato
19. Pueblo Viejo
20. Remolino
21. Sabanas de San Angel
22. Salamina
23. San Sebastián de Buenavista
24. Santa Ana
25. Santa Marta
26. San Zenón
27. Sitionuevo
28. Tenerife
29. Zapayán
30. Zona Bananera

### Etnias
| Cor/Raça         | Porcentagem |
| ---------------- | ----------- |
| Mestiços         | 45,40%      |
| Afro-colombianos | 39,37%      |
| Brancos          | 15,83       |
| Indígenas        | 0,81%       |